# Kampfgeschwader 253 »General Wever«
Kampfgeschwader 253 »General Wever« (dobesedno slovensko: Bojni polk 253 »General Wever«; kratica KG 253) je bil bombniški letalski polk (Geschwader) v sestavi nemške Luftwaffe.

## Organizacija
- štab
- I. skupina
- II. skupina
- III. skupina

## Vodstvo polka
Poveljniki polka (Geschwaderkommodore)
- Polkovnik Helmuth Förster: 1. april 1936
- Polkovnik Martin Fiebig: 1. julij 1938